# Meridian Glacier
Meridian Glacier är en glaciär i Antarktis. Den ligger i Västantarktis. Argentina, Chile och Storbritannien gör anspråk på området. Meridian Glacier ligger 930 meter över havet.
Terrängen runt Meridian Glacier är varierad. Trakten är obefolkad. Det finns inga samhällen i närheten.